# 圣玛策林及圣伯多禄圣殿 (塞利根施塔特)
圣玛策林及圣伯多禄圣殿（St. Marcellinus und Petrus）是一座罗马天主教宗座圣殿，位于德国黑森州塞利根施塔特。该堂原为修道院教堂，世俗化以后改为堂区教堂。

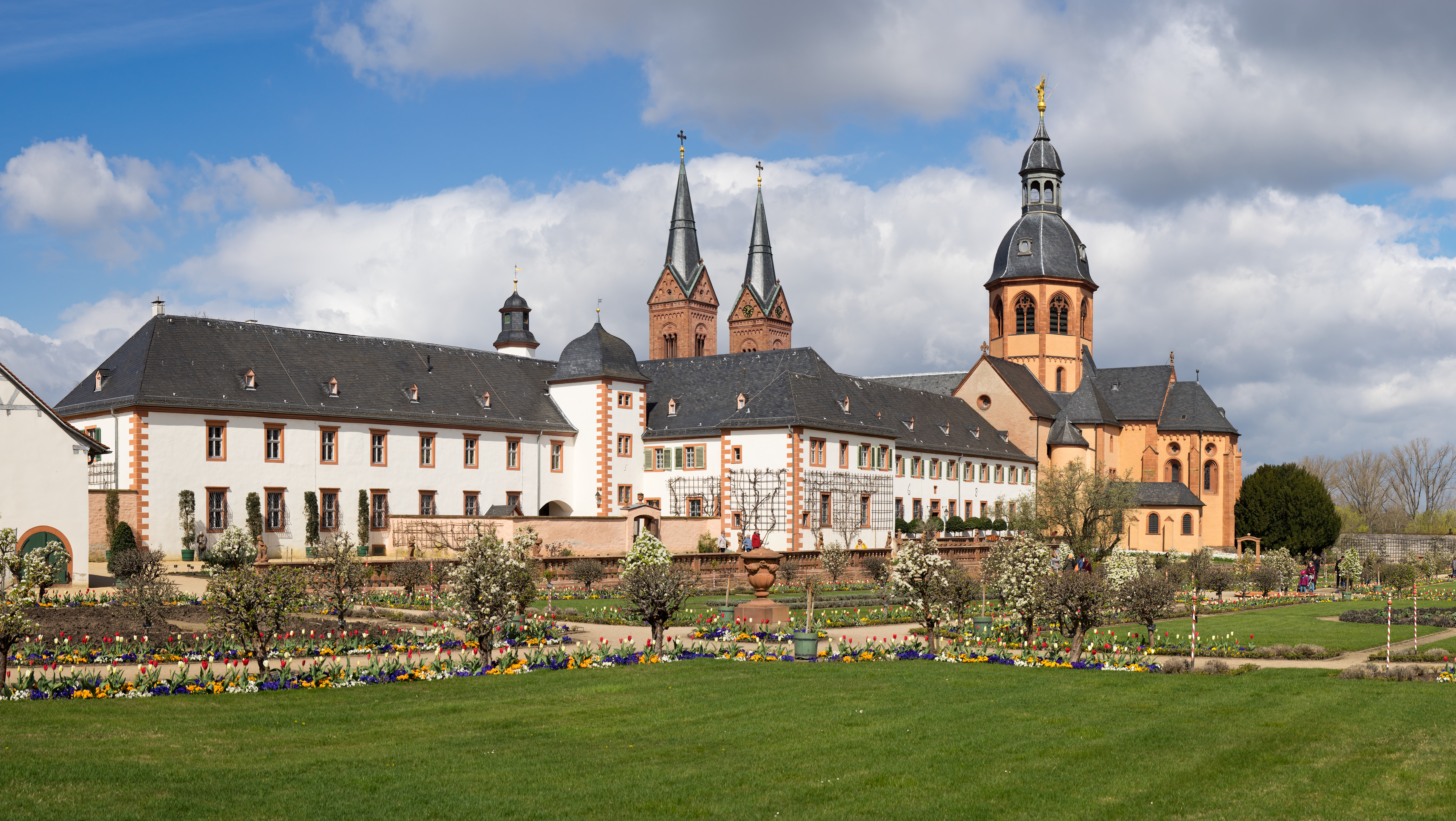